# Israel Ruong

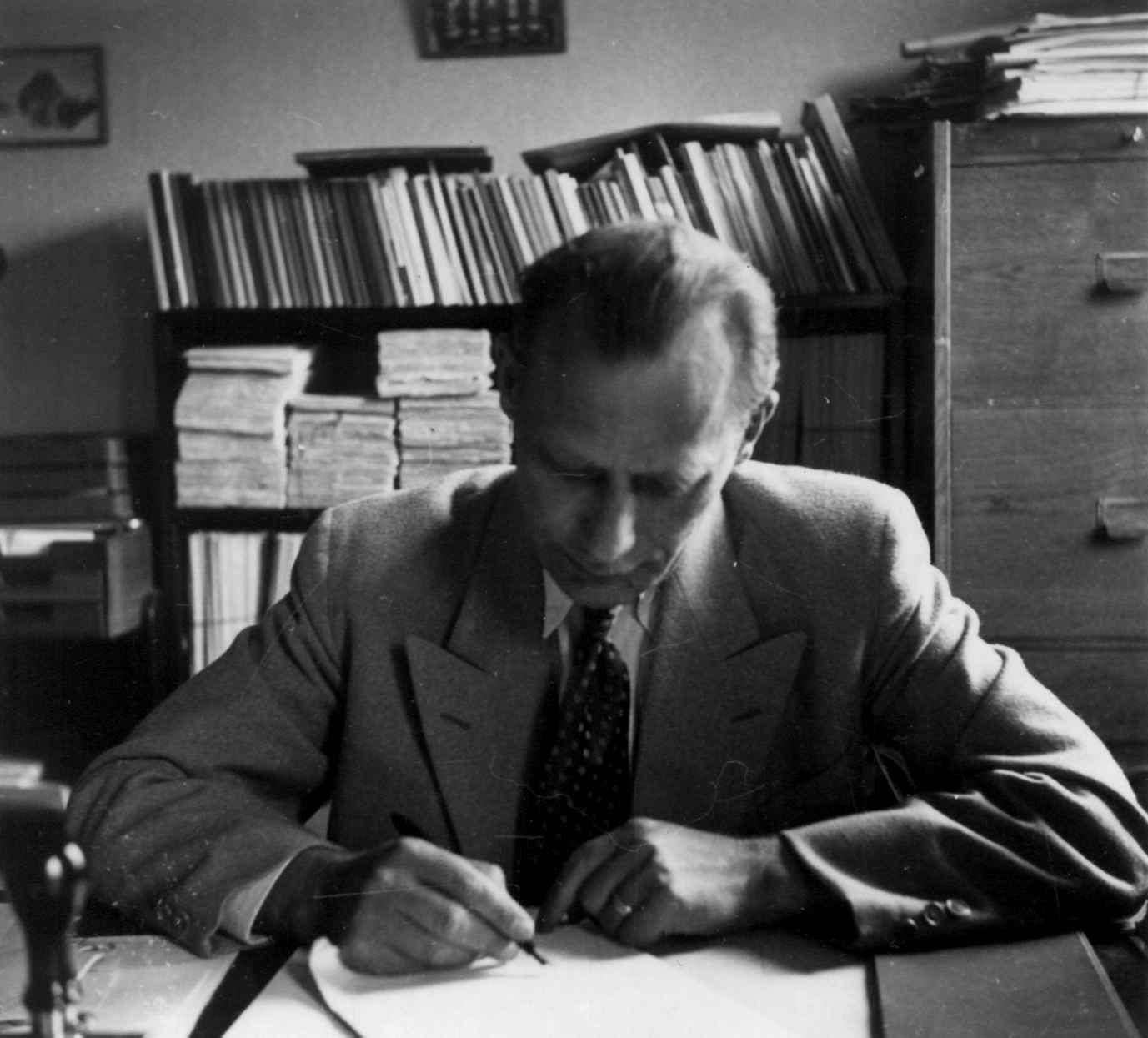
Porträt von Israel Ruong am Schreibtisch (1948)

Johan Israel Ruong (* 26. Mai 1903 in Arjeplog; † 6. April 1986 in Uppsala) war ein schwedisch-samischer Linguist, Politiker und Hochschullehrer an der Universität Uppsala. Er war einer der bekanntesten Forscher in den Samischen Studien sowie Aktivist für die Rechte der samischen Minderheit.

## Leben
Israel Ruong wuchs im Weiler Harrok am See Labbas mit Pitesamisch als Muttersprache auf. Seine Mutter war die aus Norwegen stammende Katechetin Sara Kristine Johansdatter (1865–1920), sein Vater der ursprünglich aus der pitesamischen Siida von Luokta-Mávas stammende Neubauer und Katechet Lars Nils Ruong (1879–1920). Seine beiden Eltern sowie zwei Geschwister starben an der Spanischen Grippe. Ruong schilderte seine eigene Kindheit ausführlich in dem 1978 erschienenen Buch Harrok : ett samiskt nybygge i Pite lappmark (schwedisch, dt. Harrok : eine samische Neusiedlung in der Pite Lappmark).
Ruong absolvierte eine Lehrerausbildung in Luleå und arbeitete danach als Lehrer in einer Internatsschule für samische Kinder (schwedisch nomadskola) in Jukkasjärvi. 1943 verteidigte er seine Doktorarbeit Lappische Verbalableitung : dargestellt auf Grundlage des Pitelappischen an der Universität Uppsala. Als Sprachlehrer und -wissenschaftler beschäftigte sich Ruong mit unterschiedlichen Aspekten der samischen Grammatik, aber hatte einen Schwerpunkt auf Morphologie. Gemeinsam mit Knut Bergsland schuf er 1948 die s.g. Bergsland-Ruong-Orthographie für das Nordsamische, in der 1970 sein Lehr- und Grammatikbuch Min sámegiella (nordsamisch, dt. Meine samische Sprache) erschien. Samische Ethnologie war ein weiteres wichtiges Forschungsfeld für ihn. 1949 wurde Ruong Dozent für Samische Sprachen und Ethnologie an der Universität Uppsala und nahm dort 1969 den Ruf als Professor an.
Zwischen 1947 und 1967 arbeitete Ruong als Leiter für die samischen Internatsschulen in Schweden (schwedisch nomadskoleinspektör) und in den Jahren zwischen 1960 und 1973 als Redakteur der Zeitung Samefolket. Ruong war unter den Initiatoren für die Gründung des Nordischen Samischen Institutes in Kautokeino 1973 und setzte sich aktiv auch für die Gründung eines eigenen Instituts für Samisch an der Universität Umeå ein. Außerdem war er samischer Politiker und 1950 Mitbegründer von Svenska Samernas Riksförbund, eines landesweiten politischen Zusammenschlusses von samischen Rentierhaltern. Von 1959 bis 1967 war er der Vorsitzende dieser Organisation.
Das Nordische Samische Institut stiftete 1983 ein Stipendium, das den Namen von Israel Ruong erhielt. Das Israel-Ruong-Stipendium wird seitdem jährlich für Forschung vergeben, die an eine oder mehrere der von Ruong untersuchten Forschungsfelder anknüpft.

## Veröffentlichungen (Auswahl)
- Fjällapparna i Jukkasjärvi socken Uppsala: Appelberg, 1937
- Lappische Verbalableitung : dargestellt auf Grundlage des Pitelappischen Uppsala: Almquist & Wiksell, 1943
- Lapsk grammatik : för nomadskolorna 1957
- Die Lappen in Schweden 1962
- Min sámegiella 1970
- Harrok : ett samiskt nybygge i Pite lappmark 1978
- Die Samen : Identität und Identitätskriterien 1985
- Index till Samefolkets egen tidning - Samefolket 1918–1973 : med historisk kommentar 1985
- Om jojkning : att minnas, känna och återge 1988